# Isumi
Isumi (いすみ市, Isumi-shi) is een stad in de prefectuur Chiba, Japan. In 2013 telde de stad 39.413 inwoners.

## Geschiedenis
Op 5 december 2005 werd Isumi benoemd tot stad (shi). Dit gebeurde na het samenvoegen van de gemeenten Isumi (夷隅町), Misaki (岬町) en Ohara (大原町).

## Partnersteden
- Woburn, Verenigde Staten sinds 1985
- Duluth, Verenigde Staten sinds 1990

Steden:
Abiko · Asahi · Chiba (hoofdstad) · Choshi · Funabashi · Futtsu · Ichihara · Ichikawa · Inzai · Isumi · Kamagaya · Kamogawa · Kashiwa · Katori · Katsuura · Kimitsu · Kisarazu · Matsudo · Minamiboso · Mobara · Nagareyama · Narashino · Narita · Noda · Oamishirasato · Sakura · Sanmu · Shiroi · Sodegaura · Sosa · Tateyama · Tomisato · Togane · Urayasu · Yachimata · Yachiyo · Yotsukaido

Districten:
Awa · Chosei · Inba · Isumi · Katori · Sanbu
Gemeenten per district